# Miasto Drniš
Miasto Drniš (chorw. Grad Drniš) – jednostka administracyjna w Chorwacji, w żupanii szybenicko-knińskiej. W 2011 roku liczyła 7498 mieszkańców.